# Franklins elektrostatiska maskin

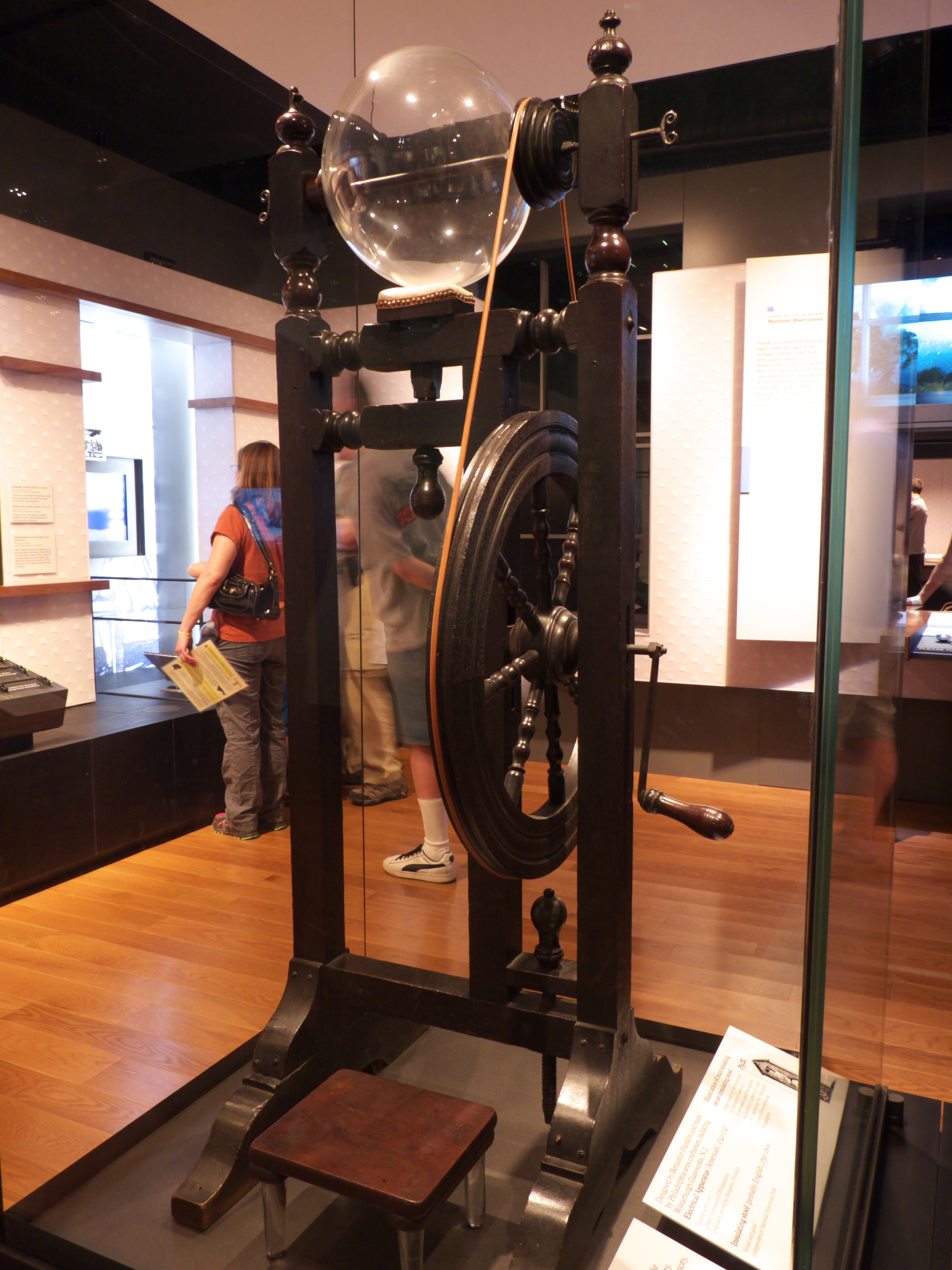
Franklins elektrostatiska maskin.

Franklins elektrostatiska maskin är en elektrostatisk högspänningsgenerator som användes av Benjamin Franklin för forskning under mitten av 1700-talet. Experiment med maskinen ledde slutligen till uppfinnandet av åskledaren och nya teorier om elektricitet.